# Vlámský blok
Vlámský blok (nizozemsky Vlaams Blok) byla vlámská belgická nacionalistická, krajně pravicová strana. Za jejího pokračovatele lze považovat současnou stranu Vlámský zájem.
Vlámský blok vznikl v roce 1978 původně jako volební koalice uskupení, které se odštěpilo od umírněnější Volksunie a malé Vlámské národní strany. Svůj název pak strana přijala o rok později. Vždy se prezentovala jako strana odmítající jakýkoli kompromis v otázce jazyka. Už od začátku jejího působení byl výrazným prvkem strany její požadavek separatismu. Jednalo se o reprezentanta "postmateriální krajní pravice".
Strana se prezentovala především jako ochránkyně zájmů Flander, které měl poškozovat prováděný způsob devoluce, přičemž samostatnost Flander se v roce 1999 stala hlavním programovým bodem Vlámského bloku. Vedle toho však byla pro Vlámský blok charakteristická i ostrá protiimigrační rétorika, která měla být "druhým pilířem", na němž stály krajně pravicové nemateriální hodnoty.
Na podzim roku 2004 byla strana fakticky zakázána a rozpuštěna rozhodnutím Nejvyššího soudu, který ji prohlásil za rasistickou. Soudním rozhodnutím neměla strana kvůli podněcování k diskriminaci cizinců dále dostávat státní příspěvky. Na činnost Vlámského bloku záhy navázalo uskupení Vlámský zájem (Vlaams Belang)

## Volební výsledky

### Volby do dolní komory
| Volební rok | Celkový počet hlasů | Hlasy v % | Počet mandátů |
| ----------- | ------------------- | --------- | ------------- |
| 1978        | 75 635              | 1,4 %     | 1             |
| 1981        | 66 424              | 1,8 %     | 1             |
| 1985        | 85 391              | 1,4 %     | 1             |
| 1987        | 116 534             | 1,9 %     | 2             |
| 1991        | 405 247             | 6,6 %     | 12            |
| 1995        | 475 667             | 7,8 %     | 11            |
| 1999        | 613 523             | 9,9 %     | 15            |
| 2003        | 761 407             | 11,6 %    | 18            |

### Volby do senátu
| Volební rok | Celkový počet hlasů | Hlasy v % | Počet mandátů |
| ----------- | ------------------- | --------- | ------------- |
| 1978        | 80 809              | 1,5 %     | 0             |
| 1981        | 71 733              | 1,2 %     | 0             |
| 1985        | 90 120              | 1,5 %     | 0             |
| 1987        | 122 953             | 2,0 %     | 1             |
| 1991        | 414 481             | 6,8 %     | 5             |
| 1995        | 475 667             | 7,7 %     | 3             |
| 1999        | 583 208             | 9,4 %     | 4             |
| 2003        | 741 940             | 11,3 %    | 5             |

### Volby do vlámského parlamentu
| Volební rok | Celkový počet hlasů | Hlasy v % | Počet mandátů |
| ----------- | ------------------- | --------- | ------------- |
| 1995        | 465 239             | 12,3 %    | 15            |
| 1999        | 603 345             | 15,5 %    | 20            |
| 2003        | 981 587             | 24,2 %    | 32            |

### Volby do Evropského parlamentu
| Volební rok | Celkový počet hlasů | Hlasy v % | Počet mandátů |
| ----------- | ------------------- | --------- | ------------- |
| 1984        | 73 174              | 1,3 %     | 0             |
| 1989        | 241 117             | 4,1 %     | 1             |
| 1994        | 463 919             | 7,8 %     | 2             |
| 1999        | 584 392             | 9,4 %     | 2             |
| 2004        | 930 731             | 14,3 %    | 3             |